# 多花溲疏
多花溲疏（学名：Deutzia setchuenensis var. corymbiflora）为虎耳草科溲疏属下的一个变种。

## 扩展阅读
- 維基物種上的相關：多花溲疏